# Lac Tuggerah
Le lac Tuggerah (en anglais : Tuggerah Lake) est une grande lagune sur la Côte centrale de la Nouvelle-Galles du Sud à environ 90 km au nord de Sydney. Il est relié à la mer par un chenal, appelé The Entrance et à deux autres lacs plus petits : Lac Budgewoi et Lac Munmorah.
C'est un lac peu profond qui reçoit les eaux de la rivière Wyong. Le parc national Wyrrabalong, situé entre le lac et la mer, la zone résidentielle de Toukley et The Entrance, abrite la dernière forêt humide du littoral de la Côte centrale. Au bord de la mer sur la péninsule de Norah Head se trouve son célèbre phare.